# Fakahau Valu
Fakahau Valu (Nukualofa, 1 de enero de 1950) es un exjugador y exentrenador tongano de rugby que se desempeñaba como ala. En la Copa del Mundo de 1995 en Sudáfrica entrenó a las Ikale Tahi.  

## Selección nacional
Fue convocado a las Ikale Tahi por primera vez en mayo de 1973 para enfrentar a los Māori All Blacks, formó parte del histórico equipo que derrotó a los Wallabies en 1973 y disputó su último partido en junio de 1987 ante el XV del Trébol. En total jugó 25 partidos y marcó seis tries (24 puntos por aquel entonces).

### Participaciones en Copas del Mundo
Solo disputó una Copa del Mundo: Nueva Zelanda 1987 donde las Ikale Tahi fueron eliminados en fase de grupos, luego de ser derrotadas por los Canucks 37 a 4, por los Dragones rojos 29 a 16 y por Irlanda 32 a 9. Valu fue el capitán del seleccionado, marcó el primer try tongano en la historia del torneo y jugó todos los partidos.
| Mundial                       | Sede          | Resultado    | PJ | Tries |
| ----------------------------- | ------------- | ------------ | -- | ----- |
| Copa Mundial de Rugby de 1987 | Nueva Zelanda | Primera fase | 3  | 1     |